# 출사표

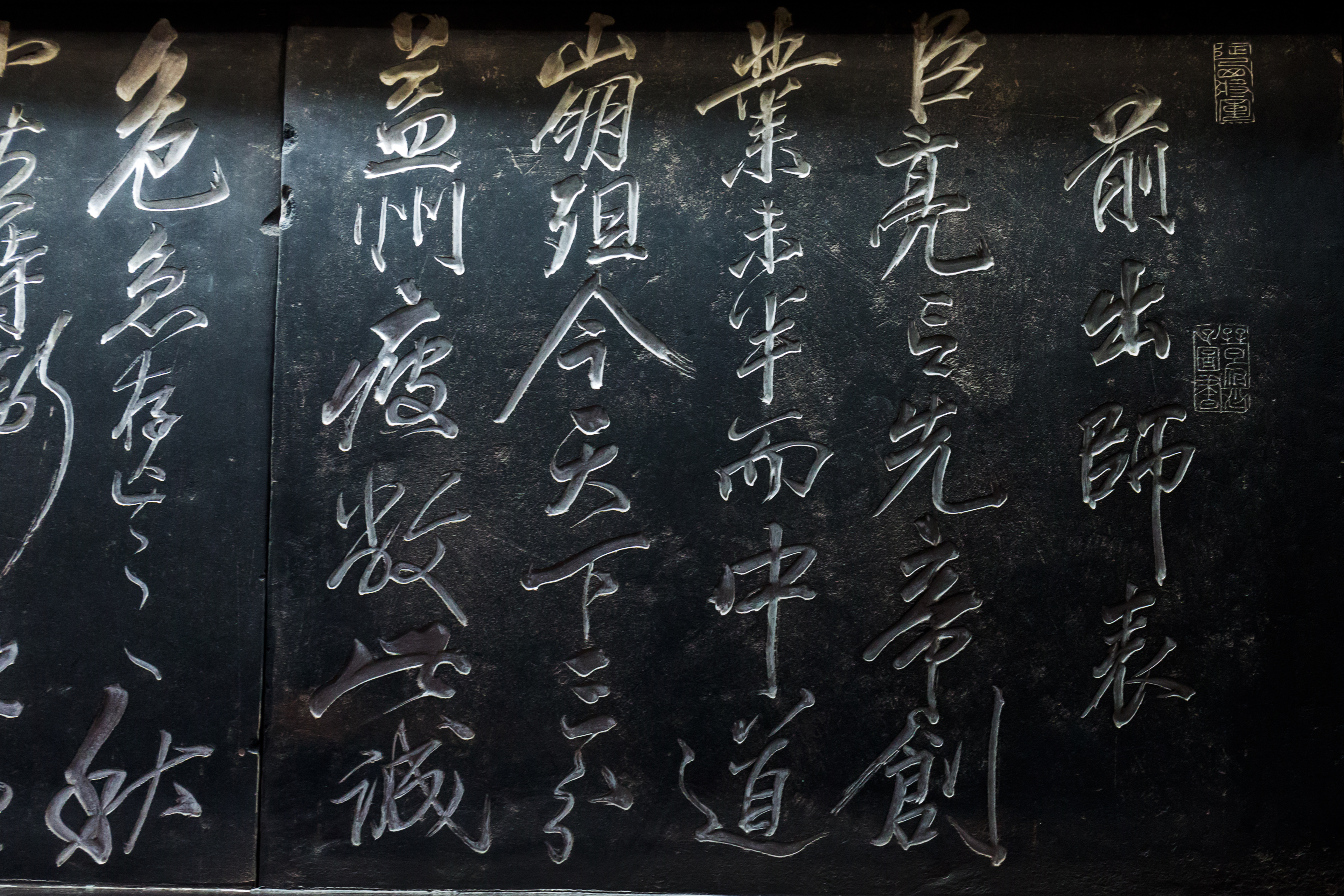
전출사표

《출사표》(出師表)는 원래 신하가 적을 정벌하러 떠나기 전에 황제나 왕에게 올리던 표문(表文)이다. 그러나 이 중에서도 중국 삼국 시대의 촉한 승상 제갈량(諸葛亮)의 것이 가장 유명하다. 제갈량의 출사표로는 〈전출사표〉와 〈후출사표〉, 이 두 가지로 나뉘어 있는데 이 글을 읽고 울지 않았다는 이가 없다 할 정도로 빼어난 문장과 나라에 대한 애국심, 그리고 유비에 대한 충성심이 담겨 있는 글로 오늘날까지 크게 칭송받고 있다.

## 제갈량의 출사표

### 전출사표
중국 삼국시대(三國時代, 220~280년)에 당시 촉한(蜀漢)의 승상(丞相)이었던 제갈량(諸葛亮-181~234)이 후주(後主)인 유선(劉禪)에게 북벌을 하기 위해 올린 상소문이다. 흔히 출사표라 하면 전출사표를 말하는 것이고, 후세 사람들이 이 글을 보고 울지 않으면 충신이 아니라고 전해지며 그 원문은 지금까지도 전해지고 있다.

### 후출사표
제갈량이 1차 북벌에서 실패한 후, 전세를 재정비한 후에 후주(後主)인 유선(劉禪)에게 올린 두 번째 출사표이다. 1차 북벌 이전에도 제갈량은 후주에게 출사표를 올린 적이 있기 때문에 후세에선 이 출사표를 후출사표라 부른다. 내용이 전출사표와 더불어 매끄러우나 후세 사람의 윤색이라는 평이 있고 조작된 것이라는 평이 있다.

## 기타
- 중화민국의 장제스는 후출사표의 “한적불양립(漢賊不兩立)”을 인용하면서, 중화민국이 유일합법정부이며 중화인민공화국의 영토는 중화민국의 영토라고 주장했다.